# Marimatha rufescens
Marimatha rufescens är en fjärilsart som beskrevs av George Francis Hampson 1910. Marimatha rufescens ingår i släktet Marimatha och familjen nattflyn. Inga underarter finns listade i Catalogue of Life.